# Ichikawa Ebizo

Insignia de la familia Ichikawa

Ichikawa Ebizo ( 市川海老蔵) es el nombre artístico de una familia de actores de teatro kabuki. Muchos de ellos compartían lazos sanguíneos, mientras que otros fueron adoptados.
Ichikawa es el apellido familiar. Ebizo es el nombre otorgado en una ceremonia llamada shumei, en la que un grupo de actores cambia de nombre formalmente. Algunos actores de esta familia adoptaron distintos nombres artísticos a lo largo de su carrera, como Ichikawa Shinnosuke o Ichikawa Danjuro.
La insignia (o mon) de la familia Ichikawa, que consiste en 3 cuadrados colocados uno dentro otro, recibe el nombre de mimasu (三升).

## Miembros
- Ichikawa Ebizo I (1673 - abril de 1675):[1] Adoptó el nombre Danjuro en 1693, convirtiéndose en el primer Ichikawa Danjuro.  Fue el creador del estilo aragoto.
- Ichikawa Ebizo II (noviembre de 1735 – septiembre de 1758): Hijo mayor de Ebizo I; conocido anteriormente como Ichikawa Kuzo y más adelante como Ichikawa Danjuro II.
- Ichikawa Ebizo III (noviembre de 1772 – marzo de 1778): Hijo adoptado de Ebizo II, posiblemente era su hijo biológico. Fue conocido primero como Matsumoto Koshiro II y después como Ichikawa Danjuro III.
- Ichikawa Ebizo IV (noviembre de 1782 – octubre de 1791): Hijo de Ichikawa Danjuro V, nieto de Ebizo III. Fue conocido posteriormente como Ichikawa Danjuro VI. Murió joven.
- Ichikawa Ebizo V (1797 – octubre de 1800, marzo de 1832 – marzo de 1859): Nieto de Danjuro V, fue conocido anteriormente como Ichikawa Shinnosuke I, Ichikawa Yebizo[2] e Ichikawa Danjuro VII.
- Ichikawa Ebizo VI (marzo de 1825 – febrero de 1832): Hijo mayor de Ebizo V. Primero se le conoció Ichikawa Shinnosuke II, más tarde como Danjuro VIII.
- Ichikawa Ebizo VII (1874): Tercer hijo de Ebizo V. Inicialmente se le conoció como Ichikawa Shinnosuke III.
- Ichikawa Ebizo VIII (1881 – noviembre de 1886): Séptimo hijo de Ebizo V. Previamente, tuvo como nombres artísticos: Ichikawa Akanbei, Ichikawa Juzo, Ichikawa Saruzo II e Ichikawa Shinnosuke IV.
- Ichikawa Ebizo IX (mayo de 1940 – marzo de 1962): Hijo adoptivo de Ichikawa Danjuro X, su padre biológico era Matsumoto Koshiro VII. Primero se le conoció como Ichikawa Komazo V y más tarde como Ichikawa Danjuro XI.
- Ichikawa Ebizo X (noviembre de 1969 – marzo de 1985): Hijo mayor de Ebizo IX. Conocido en un primero momento como Ichikawa Shinnosuke VI y más tarde como Ichikawa Danjuro XII. Actualmente ostenta el nombre de Ichikawa Danjuro.
- Ichikawa Ebizo XI (mayo de 2004 –actualidad): Hijo Ebizo X. Conocido anteriormente como Ichikawa Shinnosuke VII.